# Jan Pohl
Jan Pohl (ur. 16 października 1898 w Kórniku, zm. 21 kwietnia 1983 w Poznaniu) – polski wojskowy, kupiec, powstaniec wielkopolski.

## Życiorys
Pochodził z rodziny urzędniczej. Ojcem był Edward, a matką Marianna Gierlińska. Do szkół średnich uczęszczał w Poznaniu i Berlinie (ogrodnictwo i handel). W 1916 powołany do armii pruskiej (walczył w Belgii i Francji, m.in. w Metzu). Wycofany do Koblencji, a następnie do Bremy. Z uwagi na nabyte inwalidztwo zwolniony z wojska. Powrócił do Kórnika. 20 grudnia 1918 ochotniczo zapisał się do kompanii kórnickiej (dowodził nią jego brat – Stanisław Pohl, poległy potem pod Łomnicą). W dniach 27-28 grudnia 1918 walczył w Poznaniu – na Garbarach, na Starym Rynku i na dworcu głównym. 29 grudnia wrócił do Kórnika, gdzie pełnił służbę na miejscowej poczcie. 7 stycznia 1919 skierowany na front w rejon Zbąszynia i Łomnicy. W lutym walczył pod Rawiczem i Miejską Górką. Do maja 1919 w służył w kompanii łączności (3. Dywizja Strzelców Wielkopolskich w Jarocinie). Do 1922 kierował centralą telefoniczną w Dowództwie Głównym Armii Wielkopolskiej w Poznaniu i potem również po wcieleniu tej formacji do Wojska Polskiego. W 1922 przeniesiony do rezerwy odbył kursy kupieckie. Od 1925 do 1940 prowadził sklep w Kórniku. Wywłaszczony przez Niemców w 1941 podjął pracę robotnika. Po usunięciu Niemców ponownie prowadził sklep - do 1953. Potem przeniósł się do Poznania, gdzie pracował w różnych zakładach. Spisał wspomnienia w formie pamiętników. Zmarł w Poznaniu, ale pochowano go w Kórniku.

## Odznaczenia
- Order Odrodzenia Polski V klasy,
- Wielkopolski Krzyż Powstańczy[1]

## Rodzina
Miał trzech braci, także powstańców wielkopolskich: Stanisława, Adama i Mariana. Stanisław poległ pod Łomnicą 17 stycznia 1919.